# Contrade di Siena soppresse

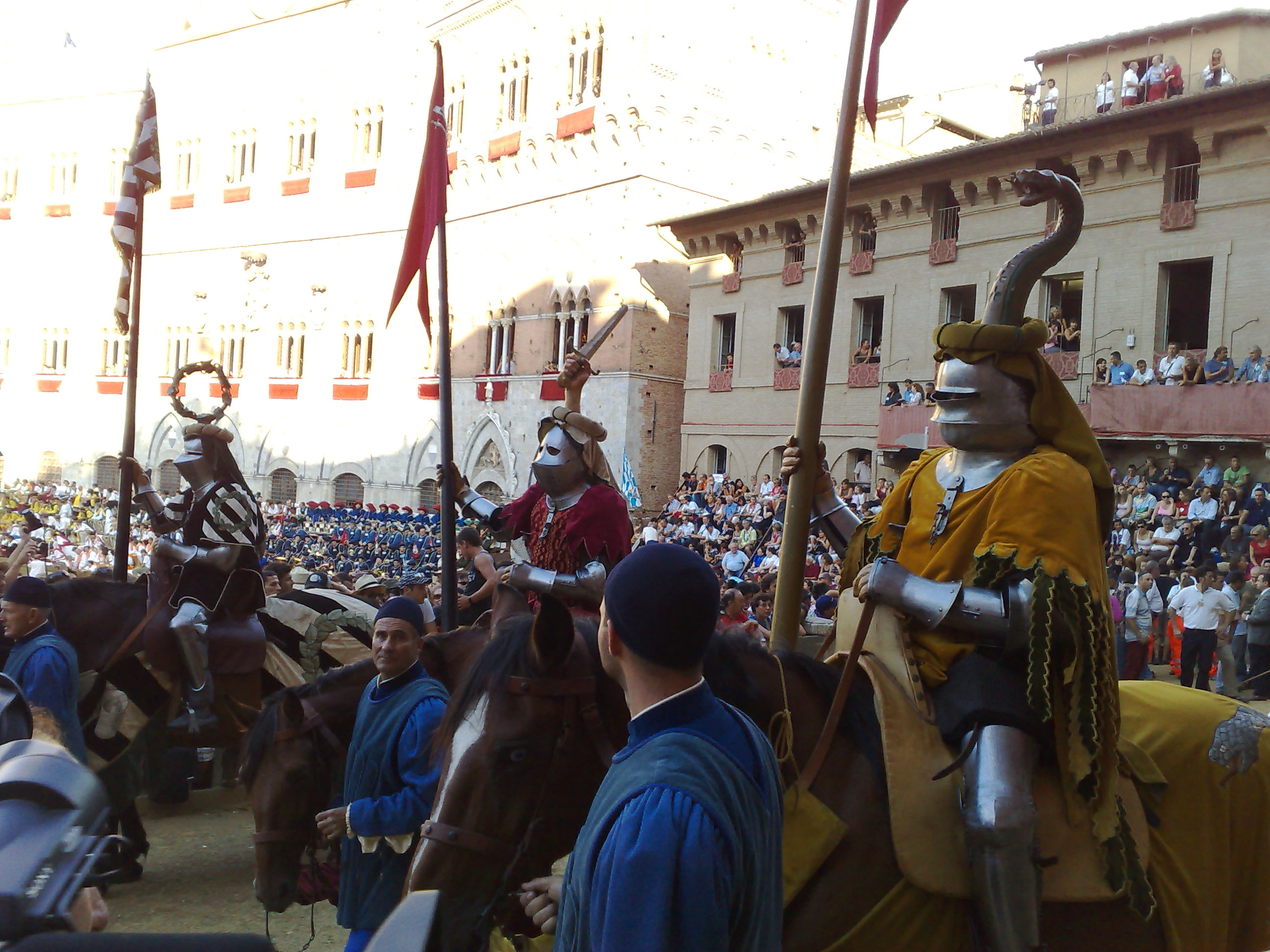
I rappresentanti di Quercia, Spadaforte e Vipera (da sin.) sfilano nel Corteo Storico

Le Contrade di Siena soppresse sono le contrade senesi che nel corso del XVII secolo andarono lentamente estinguendosi, fino alla loro soppressione, avvenuta ufficialmente nel 1729.

## Elenco
Tali contrade erano:
- Gallo
- Leone
- Quercia
- Orso
- Spadaforte
- Vipera

## Soppressione
Le ragioni che portarono alla soppressione delle sei contrade sono state sempre avvolte dall'incertezza. La soppressione viene fatta storicamente risalire a disordini legati al palio del 1675: secondo alcuni poiché la Contrada della Spadaforte (con le altre cinque Contrade a sostegno), nonostante la vittoria della Lupa, recriminasse per sé la vittoria; secondo altri poiché fu proibito alla Spadaforte di disputare il Palio, non potendo essa contare su una sua effettiva influenza territoriale. Le sei contrade "ribelli" furono pertanto soppresse.
In realtà la leggenda secondo la quale le sei Contrade fossero state sciolte per legge a causa dei disordini causati in occasione del Palio del 1675 è priva di vero fondamento documentale. Le ragioni che portarono alla soppressione delle sei contrade erano principalmente dovute a carenze organizzative ed alla scarsa partecipazione alla vita pubblica della città, testimoniate nel libro della Balìa.
Le sei Contrade furono ufficialmente soppresse dall'editto emanato da Violante Beatrice di Baviera (noto come Bando di Violante di Baviera) nel 1729, che sancì la Nuova divisione dei confini delle Contrade attualmente ancora in vigore.
Il territorio delle Contrade soppresse fu inglobato dalle Contrade confinanti e di loro rimane traccia negli stemmi di alcune Contrade attuali. In particolare:
Terzo di Camollìa:
- Gallo (con parti nel Terzo di Città e nel Terzo di San Martino), incorporata da Civetta, Oca e Selva
- Leone, incorporata dall'Istrice

Terzo di Città:
- Quercia, incorporata dalla Chiocciola

Terzo di San Martino:
- Orso, incorporata dalla Civetta
- Spadaforte, incorporata da Leocorno e Torre
- Vipera, incorporata dalla Torre

## Corteo storico
Oggi le sei Contrade soppresse vengono ricordate nel corso del Corteo Storico che precede il Palio di Siena: sei cavalieri con la celata dell'elmo abbassata, insieme ad un palafreniere, sfilano nel nono gruppo del Corteo Storico.

## Documentazione storica sulla soppressione
Scrive Flaminio Rossi:
Nel 2 luglio 1675 essendosi fatto la Consueta Giostra alla Tonda nella Piazza, né potendosi alla Vincita ben distinguere se la Contrada della Lupa, o della Spada Forte avesse riportato Vittoria, ardì questa insultare i Giudici, e vi si unirono le sue Alleate Vipera, Orso, Leone, Gallo e Quercia per cui vennero le clamorose per sempre soppresse.
Nel Libro 2° delle Deliberazioni della Contrada dell'Oca a39 si trova pure la ragione di tale soppressione, la quale sebbene concordi con l'epoca suddetta, ne discorda per altro nelle circostanze. E questa d'altronde a parer mio deve a preferenza di ogni altra attendersi per esser stata riportata in quel Libro immediatamente seguito il fatto dal Camarlingo di quell'epoca, e per non ricontarsi essere stato corso verun Palio nell'Anno 1675»
Così riporta sempre il Rossi:
Nel 29 giugno 1675 (così nel detto libro) andarono le Contrade, secondo il solito al Prato di Camollìa per ricevere il Cavallo da correre facendosene quindi la distribuzione; fra le altre Contrade essendosi esposta al corso la Contrada di Spada Forte, non essendo Essa solita correre, e per altre ragioni, si pretese dalle altre, e particolarmente dalla Torre che non dovesse ammettersi al Corso essendo piuttosto Università di Battilani, che veramente Contrada; I Signori della Festa (del Brio) determinarono che dovesse correre come le altre. A ciò non acquietandosi specialmente la detta Contrada della Torre, fece ricorso ai Ministri acciò volessero ecliuderla, ed avendo questi interposta la loro Autorità, e decretato diversamente da quello che avevano fatto i Signori della Festa, cioè che Spada Forte vincesse il Palio, non potesse ottenere se prima non giustificava di essere veramente Contrada. Per tutte queste differenze, e perché non nascessero scompigli nel tempo di Corsa, i Signori predetti ne furono con la Balìa, la quale la sera del dì Primo Luglio per mezzo dei Donzelli fece intendere alle Contrade che si erano esposte al corso che il Palio non doveva avere più luogo, e fù donato invece alla Madonna di Provenzano; cosa che diede molto da parlare, in specie ai Forestieri che rimasero defraudati nella loro aspettativa»
Questa versione contemporanea della soppressione del Palio del 1675 può venire confrontata con quella ufficiale tratta da un manoscritto conservato presso l'Archivio di Stato di Siena, il cui autore è ignoto:
In quest'anno lo aveva ottenuto la contrada del Onda, ma anticipata mente lo aveva chiesto la Torre, ovvero Spadaforte, ma per essere in Siena S.E. Principe Chigi, e per essere abitatore e Protettore della contrada del Onda, volle che il cavallo fosse dato alla detta contrada.
La sera avanti il 2 luglio nel mercato vecchio nacque litigio tra le dette contrade cominciando ad insultasivi i ragazzi, ed a cantare delle canzoni in insberchio dalla contrada della Torre; dai ragazzi si venne al uomini, ed alle mani, dove al ondaioli li convenne fuggire dal mercato, per essere scacciati dalla detta contrada della Torre, e per essere i detti ondaioli in minor numero, ma poco dopo con l'aiuto delle contrade aggregate si accese una fiera zuffa fra le dette contrade, che pareva una guerra, vi accorsero dei Signori per sedare ma non fù possibile in quel momento essendosi di troppo riscaldati; e per sedare detto popolo di dette contrade, vi accorse il Comandante della Fortezza con la sua truppa, come pure tutte le squadre dei Birri e alla meglio fù quetato, e rimandati alle case loro, ove vi furono di gran feriti da ambe le parti, e tra quelli restò morto l'alfiere della Torre.
E dal Governo col intervento dei quattro Signori della Real Biccherna, fù deciso, che non si corresse più il Paglio, e fù mandato per voto fatto a Maria Santissima di Provenzano il premio, e il drappellone fù attaccato in detta Chiesa e fu levato l'anno 1770 quando fù ripulita detta Chiesa e fù fatto il bussolone»
e con quella del Rossi

La netta opposizione della Torre all'ammissione di Spada Forte (e una conferma indiretta della versione riportata dal Rossi) è documentata così: 
Nel 1723, nella sua Relazione distinta delle Quarantadue Contrade dove illustra come le Compagnie militari di Siena comparivano insieme agli spettacoli con una macchina rappresentante un animale da cui il nome della Contrada Giovanni Antonio Pecci cita 21 Contrade, aggiungendo alle 17 attuali anche Gallo, Vipera, Orso e Leone
La compagnia militare di Monistero, associata alla Quercia, secondo Pecci insieme a S. Quarico e S. Marco
ed, in effetti, non si è mai presentata da sola alle Feste.
Quanto a Spadaforte, Pecci scrive:
ed anch'essa, a parte i tentativi a partecipare al Palio del 1675 e del 1693, partecipò soltanto alla Caccia dei tori del 1532.
Nel 1718 proprio Giovanni Antonio Pecci si attivò per far partecipare per la prima volta al Palio di Siena la contrada dell'Aquila, che dopo la vittoria nella bufalata del 1610, dal 1622 era scomparsa dalle pubbliche feste
 vincendo poi il Palio l'anno successivo, il 2 luglio 1719.
Il 2 luglio 1720, parteciparono al Palio tutte le 17 contrade attive e gli inconvenienti di quel Palio, in particolare la morte di un certo Oste Paci richiesero una rivisitazione delle regole del gioco a partire dal Decreto Civico del 16 agosto 1720 che limitò la partecipazioni al Palio a solo 10 Contrade, seguito dal Bando del 7 maggio 1721 che regolò tutto lo svolgimento del Palio e dal Bando di Violante di Baviera nel 1729.